# Đế quốc Đức (1848–1849)
Liên bang Đức (tiếng Đức: Deutsches Reich) là một quốc gia của Liên bang Đức, đã tồn tại một thời gian ngắn từ 1848 đến 1849. Hiệp ước về sự xâm nhập của đế quốc đã được ký kết với các quốc gia nhỏ của Đức, trong khi dung lượng lớn như Áo và Phổ, từ chối công nhận đế quốc, và sau đó hoàn toàn giải tán nó.

## Lịch sử
Nhà nước được tạo ra bởi Quốc hội Frankfurt vào mùa xuân năm 1848, sau Cách mạng tháng 3. Đế chế chính thức kết thúc khi Liên minh Đức được tái lập hoàn toàn vào Mùa hè năm 1851, nhưng đã kết thúc de facto vào tháng 12 năm 1849 khi Chính phủ Trung ương Đức được thay thế bằng một Ủy ban Trung ương Liên bang.
Đế quốc đấu tranh để được cả hai nước Đức và nước ngoài công nhận. Các bang của Đức, được đại diện bởi Công ước Liên bang của Liên bang Đức, vào ngày 12 tháng 7 năm 1848, đã thừa nhận Chính phủ Trung ương Đức. Tuy nhiên, trong những tháng tiếp theo, các quốc gia Đức lớn hơn không phải lúc nào cũng chấp nhận các sắc lệnh và luật pháp của Chính phủ Trung ương Đức và Quốc hội Frankfurt.

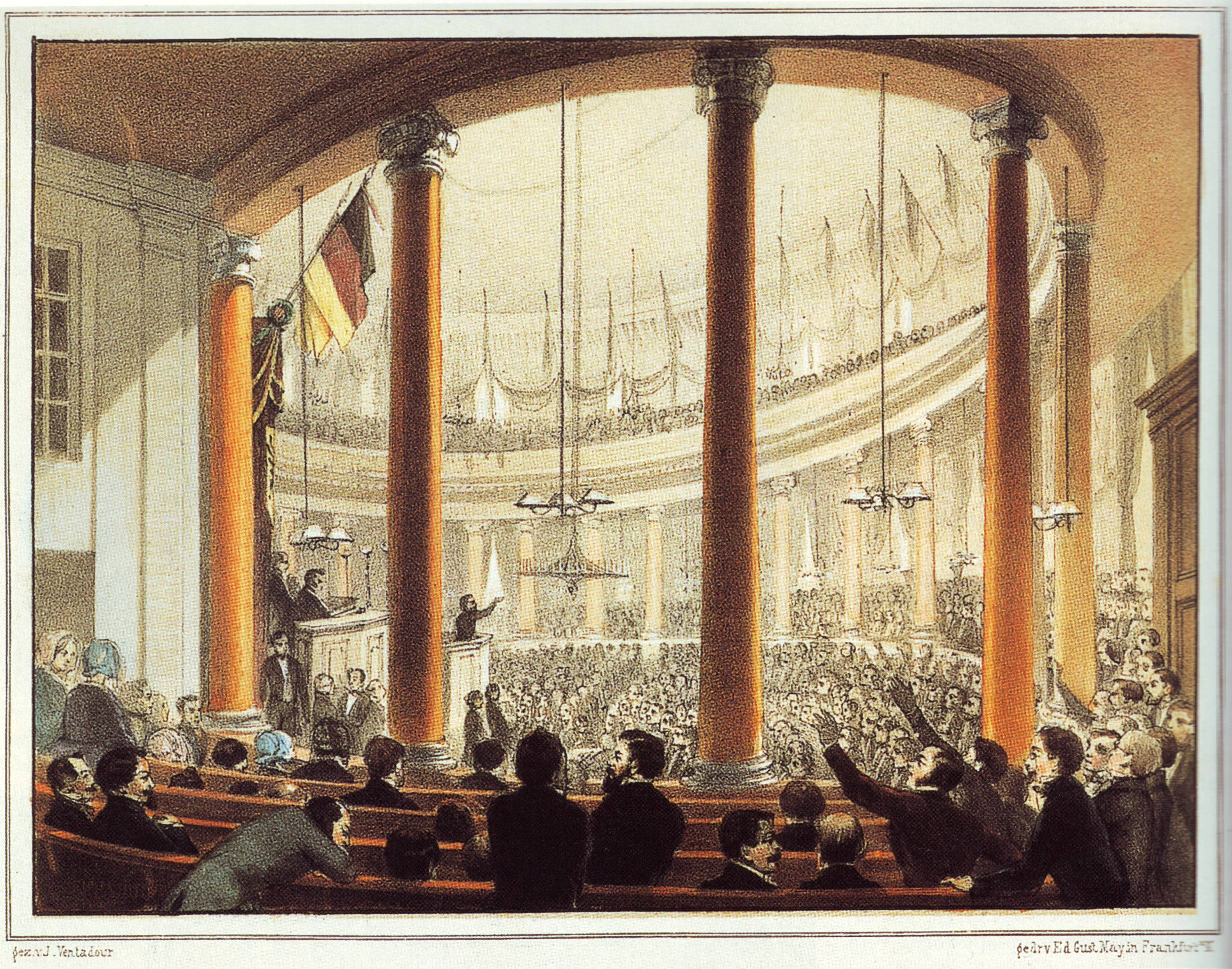
Quốc hội Đức tại St. Nhà thờ Paul, Frankfurt

Một số quốc gia nước ngoài công nhận Chính phủ Trung ương và gửi đại sứ: Hoa Kỳ, Thụy Điển, Hà Lan, Bỉ, Thụy Sĩ, Sardinia, Sicily và Hy Lạp. Đệ Nhị Cộng hòa Pháp và Vương quốc Liên hiệp Anh và Ireland đã cài đặt các phái viên chính thức để giữ liên lạc với Chính phủ Trung ương.
Trật tự hiến pháp đầu tiên của Đế quốc Đức là Luật pháp Hoàng gia liên quan đến việc giới thiệu một quyền lực trung ương tạm thời cho nước Đức, vào ngày 28 tháng 6 năm 1848. Với lệnh này, Quốc hội Frankfurt đã thành lập các văn phòng của Reichsverweser (Nhiếp chính hoàng, một vị vua tạm thời) và các bộ trưởng đế quốc. Một trật tự hiến pháp thứ hai, Hiến pháp Frankfurt, vào ngày 28 tháng 3 năm 1849, được 28 quốc gia Đức chấp nhận nhưng không phải bởi các quốc gia lớn hơn. Phổ, cùng với các quốc gia Đức khác, buộc Quốc hội Frankfurt phải giải thể.
Một số thành tựu của Đế chế Đức này đã vượt xa nó: Hiến pháp Frankfurt đã được sử dụng như một mô hình ở các quốc gia khác trong những thập kỷ tiếp theo và luật bầu cử đã được sử dụng gần như nguyên văn vào năm 1867 cho cuộc bầu cử Reichstag của Liên bang Bắc Đức. Reichsflotte (Hạm đội Hoàng gia) do Quốc hội Frankfurt tạo ra kéo dài đến năm 1852. Luật pháp hoàng gia ban hành một nghị định liên quan đến các dự luật trao đổi (Allgemeine Deutsche Wechselordnungen, hóa đơn hối đoái chung của Đức) được coi là có giá trị đối với gần như toàn bộ nước Đức.